# Antrozoología
Antrozoología se denomina al estudio científico de la interacción humano-animal, y de los vínculos humano-animal. Se constituye como un campo interdisciplinario que investiga los lugares que los animales ocupan en el mundo social y cultural, y las interacciones que los humanos tienen con ellos.

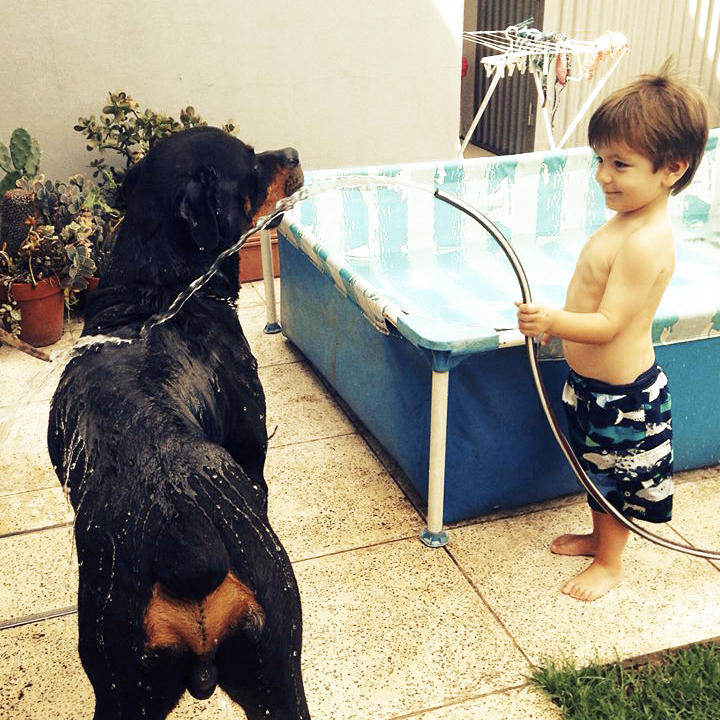
Mirada recíproca con intencionalidad comunicativa entre un niño y su perro de compañía

Los animales no humanos han tenido una marcada influencia en las sociedades humanas desempeñando un rol fundamental a lo largo de toda la historia de la humanidad.
Su presencia en la vida humana se evidencia permanentemente y en diversos contextos sociales; sea proveyendo a los humanos de comida y ropa, siendo participantes en investigaciones, mejorando la salud, ofreciendo entretenimiento, placer y compañía. Sin embargo, pese a la importancia de los animales en los diversos aspectos de la vida humana, hasta hace relativamente poco la comunidad científica ha ignorado el estudio de la interacción entre los humanos y las demás especies animales que surgió con este nombre a mediados de la década de los 70 del siglo XX.
En la actualidad las actitudes hacia los animales se han modificado, y durante las últimas cuatro décadas las relaciones entre personas y otros animales se convirtieron en un área respetable de investigación. 
La antrozoología conecta diversas disciplinas que incluyen la antropología, etología, psicología, sociología, medicina humana y veterinaria, entre otras. De forma inevitable resulta multidisciplinaria, en tanto resulta de interés para un amplio espectro de áreas académicas, y en tanto existe una notoria disparidad de contextos —hogares, laboratorios, zoológicos, salvajes— en los que se despliegan las interacciones humano-animal.
La antrozoología ha investigado, por ejemplo, los factores evolutivos implicados en las interacciones humano-animal, como la hipótesis de la biofilia, la respuesta al esquema infantil (llamada respuesta a lo adorable o respuesta tierna) y la tendencia humana al antropomorfismo de los animales. También se ha dedicado especial interés a los efectos que los animales tienen para la salud humana (tanto dentro de programas terapéuticos, como en las interacciones habituales con las mascotas desarrolladas en los hogares). La formación de actitudes, las diferencias culturales, de género y de personalidad en el trato, el apego y crueldad hacia los animales, entre otros temas, también han sido investigados.
Durante las últimas décadas se han desarrollado revistas científicas específicamente dedicadas a la antrozoología (como Anthrozoös y Society and Animals) y asociaciones como: Pet Partners, Research Center for Human-Animal Interaction (ReCHAI), Human Animal Bond Research Initiative Foundation (HABRI) y la International Society for Anthrozoology (ISAZ) que celebra un congreso anual sobre antrozoología. En más de ciento cincuenta universidades y facultades de Estados Unidos se  dictan cursos de antrozoología y recientemente la Fundación Affinity ha creado el primer postgrado de antrozoología en España, en la Universidad Autónoma de Barcelona.
En Latinoamérica hay un grupo interdisciplinario creciente de profesionales e investigadores que ha desarrollado programas de diverso orden ligados a la relación humano animal, pero hay poca investigación en dicha área. En Argentina se destaca el trabajo desarrollado por el Grupo de Investigación del Comportamiento en Cánidos (ICOC) dirigido por la Dra. Mariana Bentosela, quien desde el 2007 ha realizado múltiples publicaciones científicas sobre la comunicación entre humanos y perros.